# Luftheuler
Luftheuler (auch  Pfeifer, Luftpfeifer, Whistle genannt) sind einseitig verschlossene Papier- oder Kunststoffhülsen, in die zu einem Drittel ein pyrotechnischer Satz eingepresst ist. 
Dieser besteht meist aus Kaliumperchlorat und Natrium- oder Kaliumsalzen der Benzoe- oder Salicylsäure.
Der Pfeifton wird durch Abbrennen des Satzes und die in Schwingungen versetzte Gassäule in der Hülse erzeugt.
Nach Abbrand der Zündschnur und nach Beginn des Pfeiftons muss die Hülse senkrecht in die Luft geworfen werden.
Aufgrund ihrer unkontrollierten Flugbahn wurden Luftheulern zum 31. Dezember 2006 in Deutschland keine Zulassung durch die Bundesanstalt für Materialforschung und -prüfung (BAM) mehr erteilt, Restbestände durften jedoch bis zum 31. Dezember 2007 noch verkauft werden. Mittlerweile sind in Deutschland in Kategorie F2 „pyrotechnische Gegenstände mit Pfeifsatz als Einzelgegenstand“ ausdrücklich nur für Scheininhaber gemäß § 20 I Satz 1 des Sprengstoffgesetzes legal. In Feuerwerksbatterien kommen jedoch weiterhin Effekte zum Einsatz, die vom Prinzip her nichts anderes als Luftheuler sind.